# Claude Cheysson
Claude Cheysson (ur. 13 kwietnia 1920 w Paryżu, zm. 15 października 2012 tamże) – francuski polityk i dyplomata, członek kilku Komisji Europejskich, w latach 1981–1984 minister spraw zagranicznych, eurodeputowany III kadencji.

## Życiorys
Kształcił się w prywatnej szkole Cours Hattemer oraz w paryskim Collège Stanislas. Został następnie absolwentem École polytechnique. W trakcie II wojny światowej wyjechał do Afryki, dołączył do sił Wolnych Francuzów, był żołnierzem 2 Dywizji Pancernej.
W 1948 ukończył École nationale d’administration. W tym samym roku dołączył do francuskiej dyplomacji. Pracował w misji ONZ w Palestynie i francuskim przedstawicielstwie w Bonn. W latach 1952–1954 pełnił funkcję doradcy wietnamskiego rządu w Sajgonie. Później był szefem gabinetu premiera Francji w rządzie, którym kierował Pierre Mendès France, doradcą ministra odpowiedzialnego za Maroko i Tunezję, a w latach 1957–1962 sekretarzem generalnym komisji odpowiadającej za współpracę w Afryce. Następnie pracował w administracji w Algierze jako dyrektor Organisme Saharien. W latach 1966–1970 był ambasadorem Francji w Indonezji. Na początku lat 70. kierował przedsiębiorstwem górniczym.
W latach 1973–1981 wchodził w skład Komisji Europejskich François-Xaviera Ortoliego, Roya Jenkinsa i Gastona Thorna, odpowiadając głównie za sprawy kooperacji i rozwoju. W międzyczasie wstąpił do Partii Socjalistycznej, został członkiem jej biura wykonawczego. Od maja 1981 do grudnia 1984 zajmował stanowisko ministra spraw zagranicznych w rządach, którymi kierowali Pierre Mauroy i Laurent Fabius. W latach 1985–1988 ponownie był komisarzem europejskim w KE Jacques'a Delorsa.
Był radnym miejskim w Bargemon. W latach 1989–1994 sprawował mandat posła do Parlamentu Europejskiego III kadencji, zasiadając we frakcji socjalistycznej.
Odznaczony Komandorią Legii Honorowej oraz Orderem św. Michała i św. Jerzego II klasy.